# Großer Preis von Großbritannien 1960
Der Große Preis von Großbritannien 1960 (offiziell XIII RAC British Grand Prix) fand am 16. Juli auf dem Silverstone Circuit in Silverstone statt und war das siebte Rennen der Automobil-Weltmeisterschaft 1960.

## Bericht

### Hintergrund
Der Silverstone Circuit und der Aintree Circuit wechselten sich in den vorherigen Jahren als Austragungsort des Großen Preises von Großbritannien ab. Dieser ständige Wechsel endete 1960. Anschließend fand das Rennen noch zweimal in Folge auf dem Aintree Circuit statt, bevor der Austragungsort jährlich zwischen dem Silverstone Circuit und Brands Hatch wechselte. Die letzten drei Rennen gewann Jack Brabham auf Cooper, der in der Fahrerwertung vor seinem Teamkollegen Bruce McLaren führte. Beide Fahrer hatten 24 Punkte, Brabham gewann jedoch mehr Saisonrennen. Noch alle Fahrer hatten vor dem Rennen theoretische Chancen auf den Fahrertitel, Brabham und McLaren hatten aber die Möglichkeit mit einer Punkteplatzierung den Kreis der möglichen Titelaspiranten deutlich zu verkleinern, denn der Abstand zum Drittplatzierten der Fahrerwertung, Stirling Moss, betrug bereits 13 Punkte. In der Konstrukteurswertung führte Cooper deutlich vor Lotus und hatte die Chance vorzeitig Weltmeister zu werden. Hierfür benötigte das Team lediglich eine höhere Platzierung im Rennen als Lotus und Ferrari.
Da die Wagen von Scarab wegen größerer Motorenprobleme nicht am Rennwochenende teilnahmen, entschied sich Cooper, einen alten Cooper T51 für die beiden Fahrer Lance Reventlow und Chuck Daigh bereitzustellen. Da Daigh mit dem Wagen im Training schneller war als Reventlow, durfte er im Rennen für Cooper an den Start gehen. Für Reventlow war es der letzte Grand Prix seiner Karriere; Daigh fuhr das einzige Mal einen Cooper. Erst beim Saisonfinale, dem Großen Preis der USA 1960, kehrte Scarab mit Daigh als Fahrer in die Automobilweltmeisterschaft zurück. Lotus ersetzte Ron Flockhart durch John Surtees, der bereits beim Großen Preis von Monaco 1960 für das Team fuhr.
Ferrari meldete für das Rennen nur zwei Wagen für die beiden Stammfahrer Phil Hill und Wolfgang Graf Berghe von Trips. Willy Mairesse pausierte für zwei Rennen. Aston Martin nahm wieder an der Automobilweltmeisterschaft teil und setzte einen neuen Wagen ein, den Aston Martin DBR5. Das Chassis des Wagens war identisch mit dem des Aston Martin DBR4. Lediglich das Gewicht und die Größe wurden reduziert, um den Wagen konkurrenzfähiger zu machen. Beides gelang jedoch nicht zufriedenstellend. Es blieb bei diesem einen Einsatz des DBR5 und Aston Martin zog sich aus der Automobilweltmeisterschaft zurück, um sich auf die in anderen Rennserien erfolgreichen Sportwagen von Aston Martin zu konzentrieren. Fahrer des Teams für den Großen Preis von Großbritannien waren Roy Salvadori und Maurice Trintignant.
Brian Naylor fuhr das zweite Saisonrennen im selbst konstruierten JBW. Außerdem traten wieder viele Fahrer mit privaten Wagen an. Das Yeoman Credit Racing Team setzte drei Cooper für Tony Brooks, Olivier Gendebien und Henry Taylor ein, die Scuderia Centro Sud zwei Cooper für Masten Gregory und Ian Burgess. Weitere private Cooper T51 wurden von Gino Munaron, Jack Fairman, Keith Greene und Lucien Bianchi pilotiert. Für Fairman und Greene war es das jeweils einzige Saisonrennen, für Bianchi das letzte des Jahres. Bianchi fuhr erst 1968 wieder Cooper, als er zum Werksteam wechselte. In den Jahren dazwischen fuhr er verschiedene andere private Wagen. Außerdem fuhr David Piper seinen letzten Grand Prix mit einem Lotus 16 für das Team Robert Bodle Ltd.
Mit Moss, Brabham und Brooks nahmen drei ehemalige Sieger des Rennens teil, bei den Konstrukteuren waren zuvor Ferrari und Cooper erfolgreich. Ferrari gewann die letzten sechs Grands Prix auf dem Silverstone Circuit, keiner der Fahrer gewann zuvor auf dieser Strecke.

### Training
Weiterhin war Brabham im Training dominierend. Mit einer Sekunde Vorsprung auf die Konkurrenz sicherte er sich die dritte Pole-Position in Folge. Für Cooper war es die vierte der Saison. Auf Startplatz zwei qualifizierte sich Graham Hill auf einem der B.R.M., die auf dem Silverstone Circuit konkurrenzfähiger waren als bei vorherigen Rennen. Graham Hills Teamkollegen qualifizierten sich ebenfalls für die vorderen Startplätze, Jo Bonnier wurde Vierter, Dan Gurney Sechster. Brabhams Teamkollege McLaren startete von Platz drei, nachdem er bei den vorangegangenen Rennen meist aus dem Mittelfeld ins Rennen gegangen war.
Bester Lotus-Fahrer war Ireland auf Platz fünf, bester Ferrari-Fahrer Graf Berghe von Trips auf dem siebten Platz. Die Top 10 wurden von Clark, Brooks und Phil Hill komplettiert. Salvadori qualifizierte den Aston Martin auf Startplatz 13, sein Teamkollege Trintignant wurde 21. Im Duell um das freie Cockpit bei Cooper war Daigh besser als Reventlow und nahm deshalb für das Team am Rennen teil. Reventlow hingegen zog seine Meldung für den Grand Prix zurück. Alle Fahrer qualifizierten sich für das Rennen, selbst Munaron, der keine Zeit gefahren war.

### Rennen

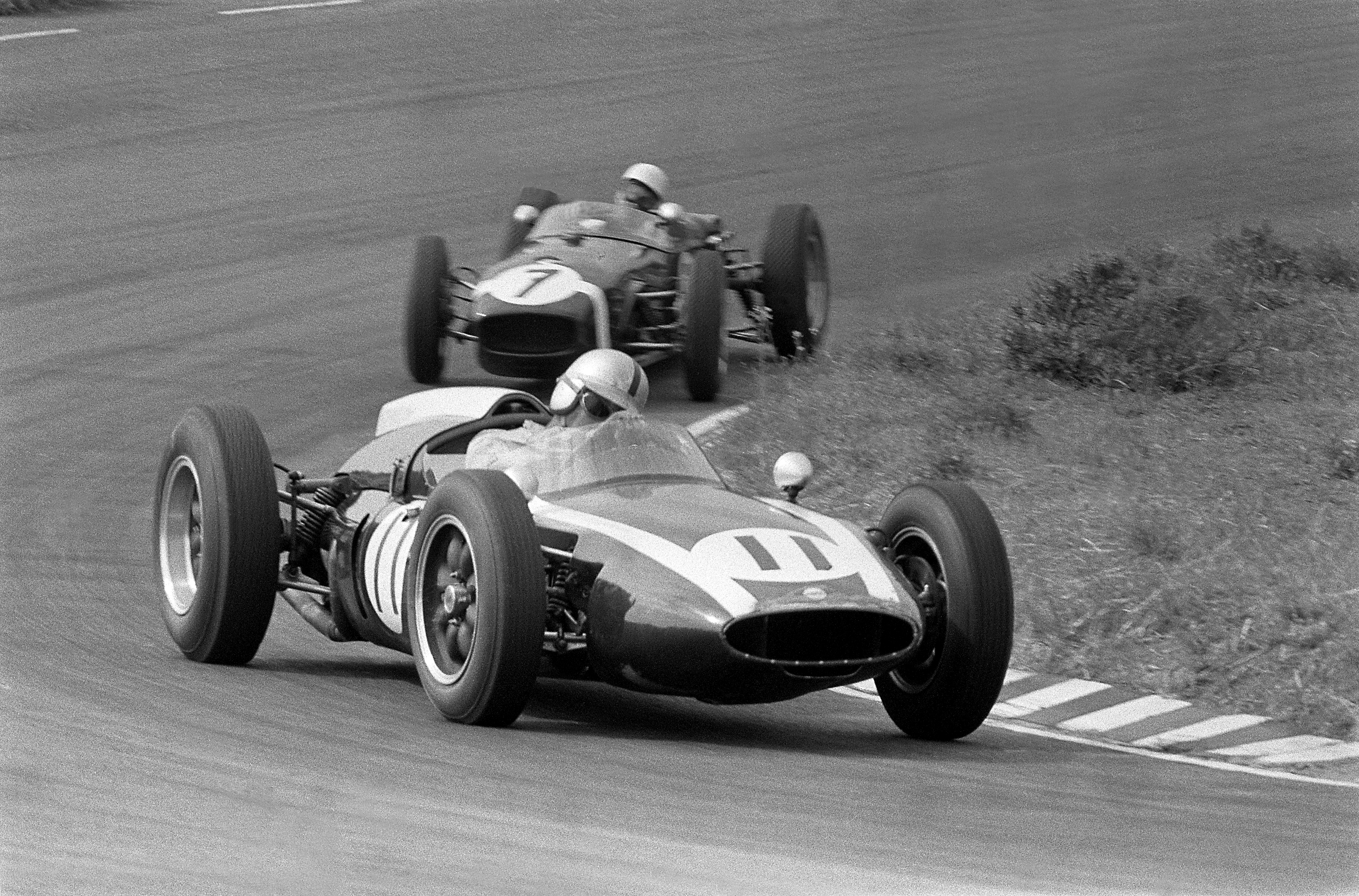
Cooper T53 des Konstrukteursweltmeisters

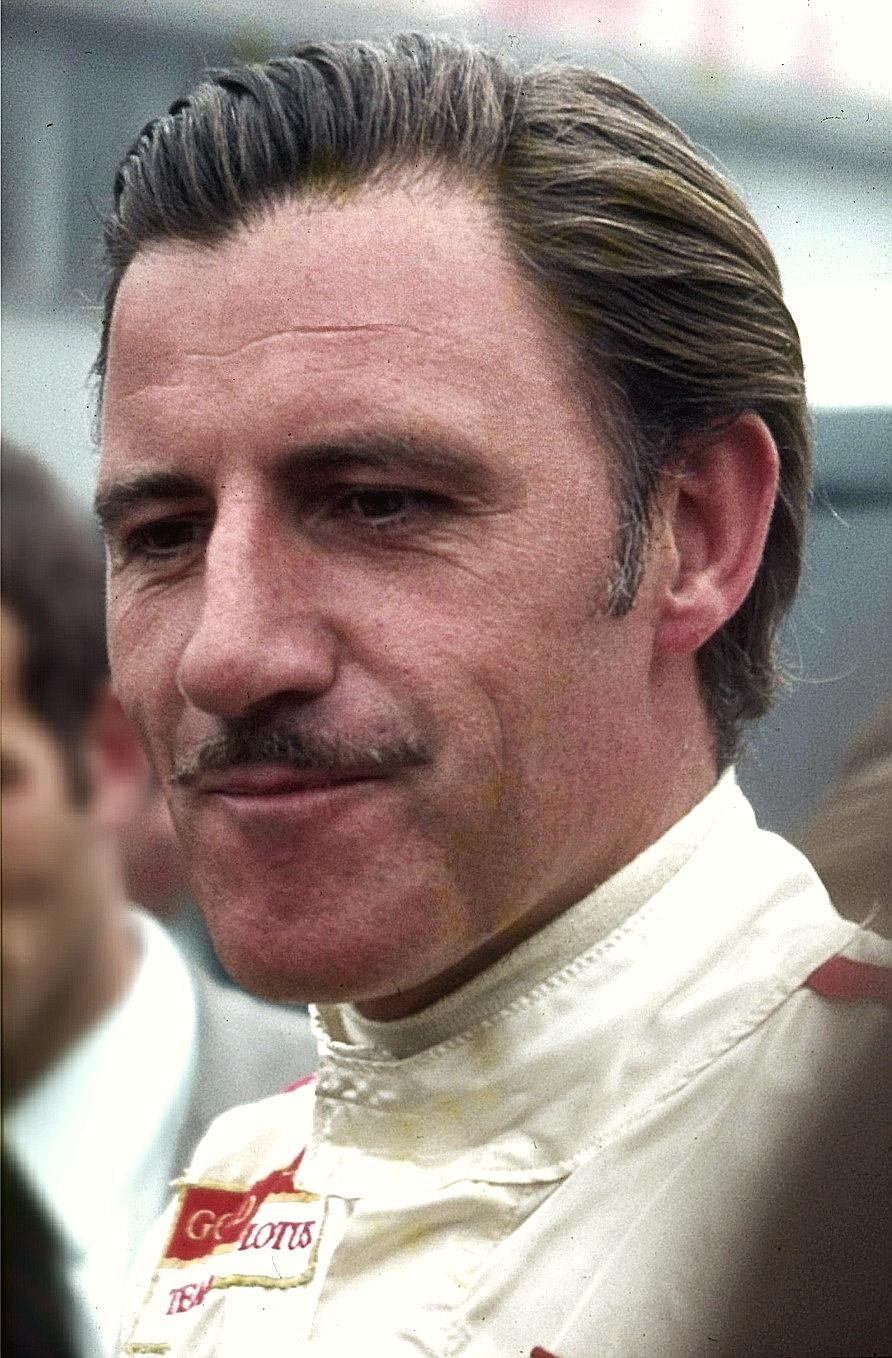
Graham Hill überholte das gesamte Feld, bevor er ausschied (Bild von 1969)

Wie schon beim Großen Preis von Frankreich eine Woche zuvor würgte Graham Hill am Start den Motor seines Wagens ab und blieb stehen. Diesmal wichen alle anderen Fahrer dem stehenden B.R.M. aus und Graham Hill setzte das Rennen nach einem Neustart des Motors auf dem letzten Platz fort. Auch die beiden Cooper von Brooks und Taylor blieben am Start stehen, doch beide Fahrer setzten ebenfalls das Rennen fort. Das Startduell gewann Brabham. Hinter ihm positionierten sich McLaren, Bonnier und Ireland. Die Führung von zwei Wagen des Cooper-Werksteams hielt anschließend nur eine Runde an. Zuerst überholte Bonnier McLaren, dann ging Ireland sowohl an McLaren als auch an Bonnier vorbei.
Graham Hill, der nach der ersten Rennrunde auf Platz 22 lag, startete eine Aufholjagd, die ihn im Laufe des Rennens bis an die Spitze brachte. Jeweils vier Wagen überholte Graham Hill in Runde zwei und drei, zwei weitere Überholmanöver in Runde vier brachten ihn bereits auf den zwölften Platz. Während an der Spitze des Feldes Brabham seinen Vorsprung auf die Konkurrenz erhöhte, machte Graham Hill zwei weitere Plätze gut und verbesserte sich auf Rang zehn. Daraufhin duellierte er sich mehrere Runden mit Phil Hill. In Runde 12 gab es den ersten Ausfall des Rennens: Greene stellte seinen Wagen wegen Überhitzung ab. Nachdem Graham Hill auch Phil Hill überholt hatte, verbesserte er sich in den folgenden Runden um weitere Plätze. Die Duelle um diese Positionen wurden jedoch schwerer. Graham Hill benötigte acht Runden, um Bonnier zu überholen, weitere fünf Runden für das Duell gegen McLaren. In den Runden zuvor hatte sich Surtees auf den dritten Rang verbessert, er wurde jedoch ebenfalls von Graham Hill überholt. Das Duell um den Sieg änderte sich dann ab Runde 37. Graham Hill ging an Ireland vorbei und lag somit direkt hinter dem führenden Brabham, dahinter überholte Surtees Ireland und war damit erneut Dritter. Diese Reihenfolge blieb bis zur Runde 55 bestehen, als Graham Hill auf Brabham aufgeschlossen hatte und die Führung übernahm. In dieser Rennphase schieden Salvadori und Fairman mit technischen Defekten aus, Daighs Wagen überhitzte und Burgess erlitt einen Motorschaden. In Runde 59 brach außerdem an Bonniers Wagen die Aufhängung und auch bei Bianchi war drei Runden später ein Motorschaden der Grund für den Ausfall.
Graham Hill, der das gesamte Feld überholt hatte und das erste Mal in seiner Karriere einen zur Automobilweltmeisterschaft zählenden Grand Prix anführte, hielt in den folgenden Runden einen knappen Vorsprung vor Brabham. In Runde 71, sechs Umläufe vor Rennende bekam Graham Hill Probleme mit seinen Bremsen. Beim Überrunden zweier Wagen vor der Kurve „Copse Corner“ verbremste er sich und drehte sich von der Strecke. Erneut war die Unzuverlässigkeit des BRM P48 der Grund, dass das Team bei einem Rennen ohne Punkte blieb. Der letzte verbliebene B.R.M. von Gurney erreichte zwar das Ziel, allerdings auf Platz zehn mit drei Runden Rückstand auf den Sieger Brabham. Brabham gewann das vierte Rennen in Folge und sicherte durch den fünften Saisonsieg die Konstrukteursweltmeisterschaft für Cooper. Für den Konstrukteur war es der zweite und letzte Konstrukteurstitel, gleichzeitig war Cooper der erste Konstrukteur, der den Titel erfolgreich verteidigte. Surtees wurde Zweiter und erzielte in seinem zweiten Rennen die erste Podiumsplatzierung in der Automobilweltmeisterschaft. Lotus baute damit seinen Vorsprung auf Ferrari in der Konstrukteurswertung auf neun Punkte aus. Beide Teams hatten noch die Chance Zweiter dieser Wertung zu werden. Ireland vervollständigte das Podium auf Position drei vor McLaren und Brooks. Sechster und damit bester Ferrari-Fahrer wurde Graf Berghe von Trips auf Rang sechs. Die ersten zehn wurden von Phil Hill, Taylor, Gendebien und Gurney komplettiert.
In der Fahrerwertung führte Brabham nach dem Rennen mit fünf Punkten Vorsprung auf seinen Teamkollegen McLaren, Ireland verbesserte sich um zwei Ränge auf Platz vier, punktgleich mit Stirling Moss, der noch immer pausierte. Brabham brach mit dem Sieg die Siegesserie von Ferrari auf dem Silverstone Circuit, die sechs Rennen andauerte, allerdings gewann sowohl er als auch Cooper kein weiteres Rennen auf dieser Strecke. Ferrari gewann erst Jahrzehnte später, beim Großen Preis von Großbritannien 1990 wieder ein Rennen auf dem Silverstone Circuit. Die schnellste Runde des Rennens fuhr Graham Hill. Dies war die erste schnellste Rennrunde seiner Karriere.

## Meldeliste
| Team                         | Nr. | Fahrer                         | Chassis            | Motor               | Reifen |
| ---------------------------- | --- | ------------------------------ | ------------------ | ------------------- | ------ |
| Cooper Car Company           | 01  | Jack Brabham                   | Cooper T53         | Climax 2.5 L4       | D      |
| Cooper Car Company           | 02  | Bruce McLaren                  | Cooper T53         | Climax 2.5 L4       | D      |
| Cooper Car Company           | 03  | Chuck Daigh                    | Cooper T51         | Climax 2.5 L4       | D      |
| Cooper Car Company           | 03  | Lance Reventlow                | Cooper T51         | Climax 2.5 L4       | D      |
| Owen Racing Organisation     | 04  | Graham Hill                    | BRM P48            | BRM 2.5 L4          | D      |
| Owen Racing Organisation     | 05  | Dan Gurney                     | BRM P48            | BRM 2.5 L4          | D      |
| Owen Racing Organisation     | 06  | Jo Bonnier                     | BRM P48            | BRM 2.5 L4          | D      |
| Team Lotus                   | 07  | Innes Ireland                  | Lotus 18           | Climax 2.5 L4       | D      |
| Team Lotus                   | 08  | Jim Clark                      | Lotus 18           | Climax 2.5 L4       | D      |
| Team Lotus                   | 09  | John Surtees                   | Lotus 18           | Climax 2.5 L4       | D      |
| Scuderia Ferrari             | 10  | Phil Hill                      | Ferrari Dino 246F1 | Ferrari 2.4 V6      | D      |
| Scuderia Ferrari             | 11  | Wolfgang Graf Berghe von Trips | Ferrari Dino 246F1 | Ferrari 2.4 V6      | D      |
| Yeoman Credit Racing Team    | 12  | Tony Brooks                    | Cooper T51         | Climax 2.5 L4       | D      |
| Yeoman Credit Racing Team    | 14  | Olivier Gendebien              | Cooper T51         | Climax 2.5 L4       | D      |
| Yeoman Credit Racing Team    | 15  | Henry Taylor                   | Cooper T51         | Climax 2.5 L4       | D      |
| Scuderia Centro Sud          | 16  | Masten Gregory                 | Cooper T51         | Maserati 2.5 L4     | D      |
| Scuderia Centro Sud          | 17  | Ian Burgess                    | Cooper T51         | Maserati 2.5 L4     | D      |
| David Brown Corporation      | 18  | Roy Salvadori                  | Aston Martin DBR5  | Aston Martin 2.5 L6 | D      |
| David Brown Corporation      | 19  | Maurice Trintignant            | Aston Martin DBR5  | Aston Martin 2.5 L6 | D      |
| Scuderia Eugenio Castellotti | 21  | Gino Munaron                   | Cooper T51         | Castellotti 2.5 L4  | D      |
| Gilby Engineering            | 22  | Keith Greene                   | Cooper T45         | Maserati 2.5 L4     | D      |
| CT Atkins                    | 23  | Jack Fairman                   | Cooper T51         | Climax 2.5 L4       | D      |
| Fred Tuck Cars               | 24  | Lucien Bianchi                 | Cooper T51         | Climax 2.5 L4       | D      |
| JB Naylor                    | 25  | Brian Naylor                   | JBW Type 59        | Maserati 2.5 L4     | D      |
| Robert Bodle Ltd.            | 26  | David Piper                    | Lotus 16           | Climax 2.5 L4       | D      |

## Klassifikationen

### Startaufstellung
| Pos. | Fahrer                         | Konstrukteur       | Zeit       | Ø-Geschwindigkeit | Start |
| ---- | ------------------------------ | ------------------ | ---------- | ----------------- | ----- |
| 01   | Jack Brabham                   | Cooper-Climax      | 1:34,6     | 179,28 km/h       | 01    |
| 02   | Graham Hill                    | B.R.M.             | 1:35,6     | 177,40 km/h       | 02    |
| 03   | Bruce McLaren                  | Cooper-Climax      | 1:36,0     | 176,66 km/h       | 03    |
| 04   | Jo Bonnier                     | B.R.M.             | 1:36,2     | 176,30 km/h       | 04    |
| 05   | Innes Ireland                  | Lotus-Climax       | 1:36,2     | 176,30 km/h       | 05    |
| 06   | Dan Gurney                     | B.R.M.             | 1:36,6     | 175,57 km/h       | 06    |
| 07   | Wolfgang Graf Berghe von Trips | Ferrari            | 1:37,0     | 174,84 km/h       | 07    |
| 08   | Jim Clark                      | Lotus-Climax       | 1:37,0     | 174,84 km/h       | 08    |
| 09   | Tony Brooks                    | Cooper-Climax      | 1:37,6     | 173,77 km/h       | 09    |
| 10   | Phil Hill                      | Ferrari            | 1:37,8     | 173,41 km/h       | 10    |
| 11   | John Surtees                   | Lotus-Climax       | 1:38,6     | 172,00 km/h       | 11    |
| 12   | Olivier Gendebien              | Cooper-Climax      | 1:39,2     | 170,96 km/h       | 12    |
| 13   | Roy Salvadori                  | Aston Martin       | 1:39,4     | 170,62 km/h       | 13    |
| 14   | Masten Gregory                 | Cooper-Maserati    | 1:39,8     | 169,94 km/h       | 14    |
| 15   | Jack Fairman                   | Cooper-Climax      | 1:39,8     | 169,94 km/h       | 15    |
| 16   | Henry Taylor                   | Cooper-Climax      | 1:40,0     | 169,60 km/h       | 16    |
| 17   | Lucien Bianchi                 | Cooper-Climax      | 1:40,2     | 169,26 km/h       | 17    |
| 18   | Brian Naylor                   | JBW-Maserati       | 1:41,2     | 167,58 km/h       | 18    |
| 19   | Chuck Daigh                    | Cooper-Climax      | 1:42,4     | 165,62 km/h       | 19    |
| 20   | Ian Burgess                    | Cooper-Maserati    | 1:42,6     | 165,30 km/h       | 20    |
| 21   | Maurice Trintignant            | Aston Martin       | 1:43,8     | 163,39 km/h       | 21    |
| 22   | Keith Greene                   | Cooper-Maserati    | 1:45,8     | 160,30 km/h       | 22    |
| 23   | David Piper                    | Lotus-Climax       | 2:05,6     | 135,03 km/h       | 23    |
| 24   | Gino Munaron                   | Cooper-Castellotti | keine Zeit | –                 | 24    |

### Rennen
| Pos. | Fahrer                         | Konstrukteur       | Runden | Stopps | Zeit       | Start | Schnellste Runde |
| ---- | ------------------------------ | ------------------ | ------ | ------ | ---------- | ----- | ---------------- |
| 01   | Jack Brabham                   | Cooper-Climax      | 77     |        | 2:04:24,6  | 01    | 1:35,0           |
| 02   | John Surtees                   | Lotus-Climax       | 77     |        | + 49,6     | 11    | 1:35,8           |
| 03   | Innes Ireland                  | Lotus-Climax       | 77     |        | + 1:29,6   | 05    | 1:35,8           |
| 04   | Bruce McLaren                  | Cooper-Climax      | 76     |        | + 1 Runde  | 03    | 1:36,4           |
| 05   | Tony Brooks                    | Cooper-Climax      | 76     |        | + 1 Runde  | 09    | 1:37,0           |
| 06   | Wolfgang Graf Berghe von Trips | Ferrari            | 75     |        | + 2 Runden | 07    | 1:38,0           |
| 07   | Phil Hill                      | Ferrari            | 75     |        | + 2 Runden | 10    | 1:37,2           |
| 08   | Henry Taylor                   | Cooper-Climax      | 74     |        | + 3 Runden | 16    | 1:38,6           |
| 09   | Olivier Gendebien              | Cooper-Climax      | 74     |        | + 3 Runden | 12    | 1:38,8           |
| 10   | Dan Gurney                     | Cooper-Maserati    | 74     |        | + 3 Runden | 06    | 1:37,0           |
| 11   | Maurice Trintignant            | Aston Martin       | 72     |        | + 5 Runden | 21    | 1:41,0           |
| 12   | David Piper                    | Lotus-Climax       | 72     |        | + 5 Runden | 23    | 1:41,2           |
| 13   | Brian Naylor                   | JBW-Maserati       | 72     |        | + 5 Runden | 18    | 1:42,4           |
| 14   | Masten Gregory                 | Cooper-Maserati    | 71     |        | + 6 Runden | 14    | 1:38,8           |
| 15   | Gino Munaron                   | Cooper-Castellotti | 70     |        | + 7 Runden | 24    | 1:44,2           |
| 16   | Jim Clark                      | Lotus-Climax       | 70     |        | + 7 Runden | 08    | 1:36,0           |
| –    | Graham Hill                    | B.R.M.             | 71     |        | DNF        | 02    | 1:34,4           |
| –    | Lucien Bianchi                 | Cooper-Climax      | 62     |        | DNF        | 17    | 1:40,2           |
| –    | Jo Bonnier                     | B.R.M.             | 59     |        | DNF        | 04    | 1:36,8           |
| –    | Ian Burgess                    | Cooper-Maserati    | 58     |        | DNF        | 20    | 1:40,0           |
| –    | Chuck Daigh                    | Cooper-Climax      | 58     |        | DNF        | 19    | 1:37,8           |
| –    | Roy Salvadori                  | Aston Martin       | 46     |        | DNF        | 13    | 1:39,8           |
| –    | Jack Fairman                   | Cooper-Climax      | 46     |        | DNF        | 15    | 1:39,6           |
| –    | Keith Greene                   | Cooper-Maserati    | 12     |        | DNF        | 22    | 1:45,4           |
| DNS  | Lance Reventlow                | Cooper-Climax      | –      | –      | –          |       | –                |

## WM-Stände nach dem Rennen
Die ersten sechs des Rennens bekamen 8, 6, 4, 3, 2, 1 Punkte. Es zählten nur die sechs besten Ergebnisse aus zehn Rennen. In der Konstrukteurswertung zählten nur die Punkte des bestplatzierten Fahrers eines Teams.

### Fahrerwertung
| Pos. | Fahrer                         | Konstrukteur         | Punkte |
| ---- | ------------------------------ | -------------------- | ------ |
| 01   | Jack Brabham                   | Cooper-Climax        | 32     |
| 02   | Bruce McLaren                  | Cooper-Climax        | 27     |
| 03   | Stirling Moss                  | Cooper-Climax        | 11     |
| 04   | Innes Ireland                  | Lotus-Climax         | 11     |
| 05   | Olivier Gendebien              | Cooper-Climax        | 10     |
| 06   | Jim Rathmann                   | Watson-Offenhauser   | 8      |
| 07   | Phil Hill                      | Ferrari              | 7      |
| 08   | John Surtees                   | Lotus-Climax         | 6      |
| 09   | Cliff Allison                  | Ferrari              | 6      |
| 10   | Rodger Ward                    | Watson-Offenhauser   | 6      |
| 11   | Tony Brooks                    | Cooper-Climax        | 5      |
| 12   | Wolfgang Graf Berghe von Trips | Ferrari              | 5      |
| 13   | Jim Clark                      | Lotus-Climax         | 4      |
| 14   | Graham Hill                    | B.R.M.               | 4      |
| 15   | Paul Goldsmith                 | Epperly-Offenauser   | 4      |
| 16   | Henry Taylor                   | Cooper-Climax        | 3      |
| 17   | Carlos Menditéguy              | Cooper-Maserati      | 3      |
| 18   | Don Branson                    | Phillips-Offenhauser | 3      |
| 19   | Jo Bonnier                     | B.R.M.               | 2      |
| 20   | Richie Ginther                 | Ferrari              | 2      |
| 21   | Johnny Thomson                 | Lesovsky-Offenhauser | 2      |
| 22   | Eddie Johnson                  | Trevis-Offenhauser   | 1      |
| 23   | Lucien Bianchi                 | Cooper-Climax        | 1      |
| 24   | Ron Flockhart                  | Lotus-Climax         | 1      |
| 25   | Carel Godin de Beaufort        | Cooper-Climax        | 0      |

| Pos. | Fahrer                    | Konstrukteur    | Punkte |
| ---- | ------------------------- | --------------- | ------ |
| 26   | Ian Burgess               | Cooper-Maserati | 0      |
| 27   | Dan Gurney                | B.R.M.          | 0      |
| 28   | Maurice Trintignant       | Cooper-Climax   | 0      |
| 29   | Alberto Rodríguez Larreta | Lotus-Climax    | 0      |
| 30   | José Froilán González     | Ferrari         | 0      |
| 31   | David Piper               | Lotus-Climax    | 0      |
| 32   | Bruce Halford             | Cooper-Climax   | 0      |
| 33   | Brian Naylor              | JBW-Maserati    | 0      |
| 34   | Roberto Bonomi            | Cooper-Climax   | 0      |
| 35   | Masten Gregory            | Porsche         | 0      |
| 36   | Gino Munaron              | Maserati        | 0      |
| 37   | Nasif Estéfano            | Maserati        | 0      |
| –    | Willy Mairesse            | Ferrari         | 0      |
| –    | Chuck Daigh               | Scarab          | 0      |
| –    | Roy Salvadori             | Cooper-Climax   | 0      |
| –    | Ettore Chimeri            | Maserati        | 0      |
| –    | Antonio Creus             | Maserati        | 0      |
| –    | Giorgio Scarlatti         | Maserati        | 0      |
| –    | Lance Reventlow           | Scarab          | 0      |
| –    | Jack Fairman              | Cooper-Climax   | 0      |
| –    | Keith Greene              | Cooper-Maserati | 0      |
| –    | Harry Schell †            | Cooper-Climax   | 0      |
| –    | Alan Stacey †             | Lotus-Climax    | 0      |
| –    | Chris Bristow †           | Cooper-Climax   | 0      |

### Konstrukteurswertung
| Pos. | Konstrukteur    | Punkte |
| ---- | --------------- | ------ |
| 01   | Cooper-Climax   | 46     |
| 02   | Lotus           | 25     |
| 03   | Ferrari         | 16     |
| 04   | B.R.M.          | 6      |
| 05   | Cooper-Maserati | 3      |

| Pos. | Konstrukteur | Punkte |
| ---- | ------------ | ------ |
| 06   | JBW-Maserati | 0      |
| –    | Porsche      | 0      |
| –    | Maserati     | 0      |
| –    | Scarab       | 0      |
| –    | Vanwall      | 0      |